# NGC 6817-2

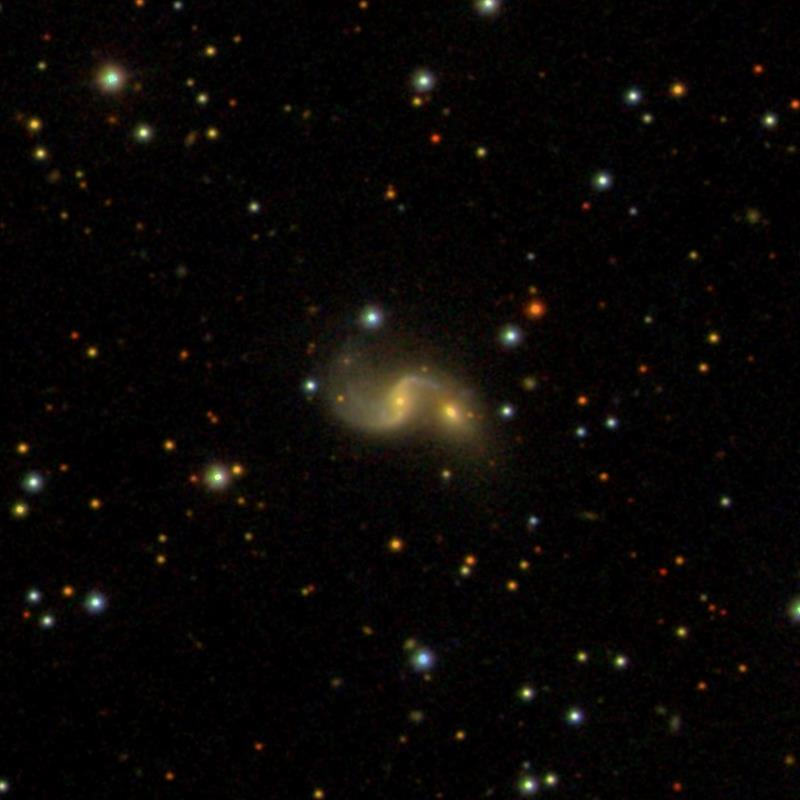

NGC 6817-2 (другие обозначения — PGC 3086688, NPM1G +62.0258) — галактика в созвездии Дракон.
Этот объект не входит в число перечисленных в оригинальной редакции «Нового общего каталога» и был добавлен позднее.